# Wel (Drwęca)
Die Wel, deutsch Welle, ist ein linker Nebenfluss der Drwęca (Drewenz) in Polen im ehemaligen West- und Ostpreußen. Sie entspringt im Jezioro Dąbrowa Mała (Kleiner Damerauer See) bei Dąbrówno (Gilgenburg), ist aber auch der Abfluss des Jezioro Dąbrowa Wielka (Großer Damerauer See).

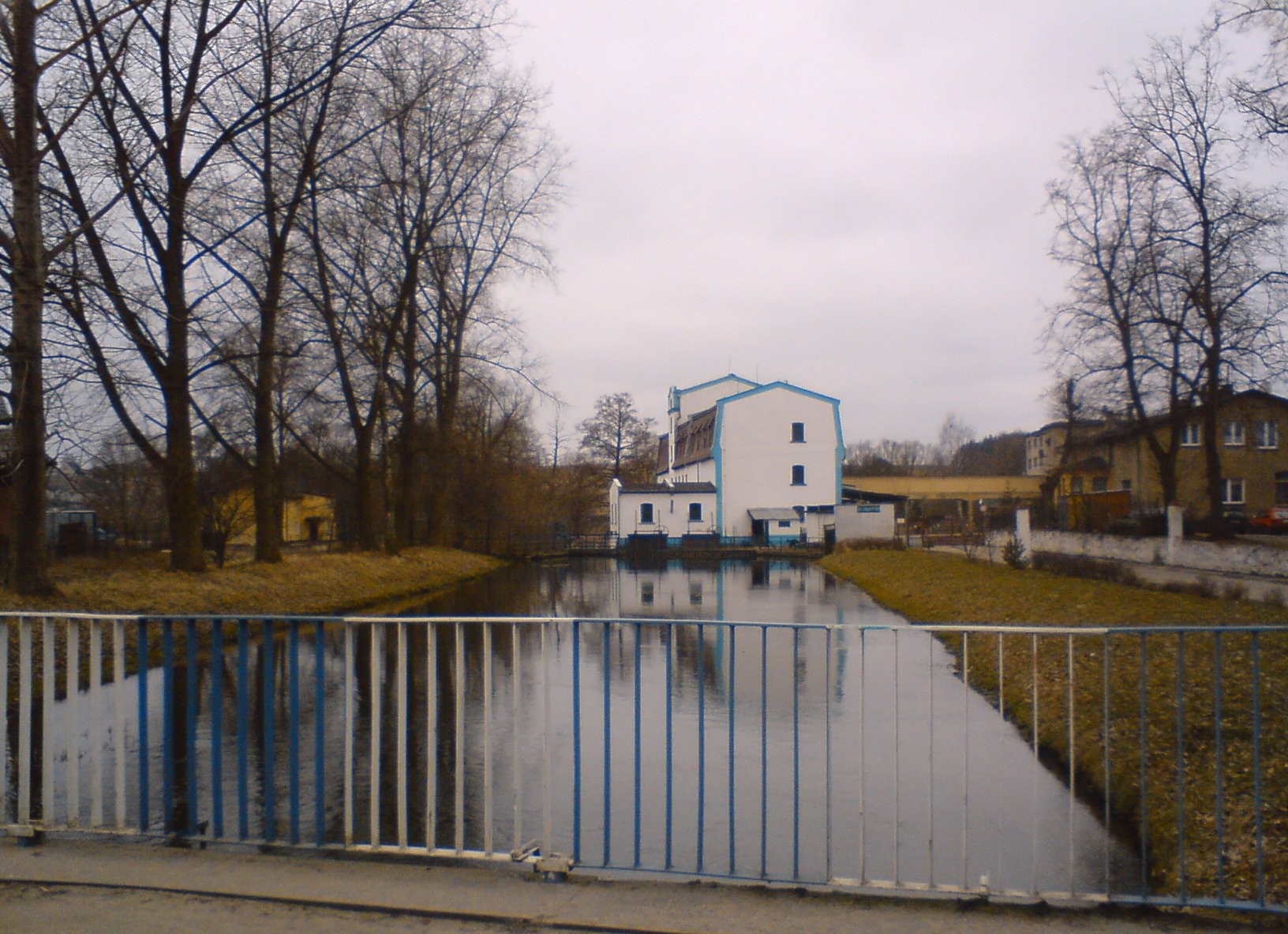
Mühle am Fluss in Bratian

Die Wel schlängelt sich zunächst in südwestlicher, später nördlicher Richtung durch die Masurische Seenplatte, fließt durch die Stadt Lidzbark (Lautenburg) und speist dabei mehrere Seen.
Der Fluss ist bei Wasserwanderern sehr beliebt. Nach 118 km mündet die Wel bei Bratian (Brattian) in die Drwęca.